# Mango (Florida)
Mango és una concentració de població designada pel cens dels Estats Units a l'estat de Florida. Segons el cens del 2000 tenia 8.842 habitants.

## Demografia
Segons el cens del 2000, Mango tenia 8.842 habitants, 3.289 habitatges, i 2.302 famílies. La densitat de població era de 743,8 habitants/km².
Dels 3.289 habitatges en un 37% hi vivien nens de menys de 18 anys, en un 46% hi vivien parelles casades, en un 17,1% dones solteres, i en un 30% no eren unitats familiars. En el 22,1% dels habitatges hi vivien persones soles el 6,2% de les quals corresponia a persones de 65 anys o més que vivien soles. El nombre mitjà de persones vivint en cada habitatge era de 2,68 i el nombre mitjà de persones que vivien en cada família era de 3,1.
Per edats la població es repartia de la següent manera: un 29,1% tenia menys de 18 anys, un 8,7% entre 18 i 24, un 32,8% entre 25 i 44, un 21% de 45 a 60 i un 8,4% 65 anys o més.
L'edat mediana era de 33 anys. Per cada 100 dones de 18 o més anys hi havia 96,3 homes.
La renda mediana per habitatge era de 33.989 $ i la renda mediana per família de 37.818 $. Els homes tenien una renda mediana de 29.038 $ mentre que les dones 22.947 $. La renda per capita de la població era de 15.478 $. Entorn del 9,1% de les famílies i el 12,6% de la població estaven per davall del llindar de pobresa.

## Poblacions més properes
El següent diagrama mostra les poblacions més properes.